# Camponotus sicheli
Camponotus sicheli é uma espécie de inseto do gênero Camponotus, pertencente à família Formicidae.